# أداد صفصافي الأوراق
أداد صفصافي الأوراق (الاسم العلمي: Carlina salicifolia) نوع نباتي ينتمي إلى جنس الأداد من الفصيلة النجمية.